# Décès en 890
Décès
- 886
- 887
- 888
- 889
- 890
- 891
- 892
- 893
- 894

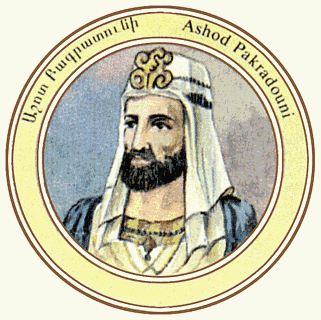
Achot Ier d'Arménie mort en 890.

Cette page dresse une liste de personnalités mortes au cours de l'année 890 :
- 12 février : Henjō, recteur monacal (僧正, sōjō?) dans l'école bouddhique du Tendai et un poète de waka japonais, nommé parmi les six génies de la poésie et les trente-six grands poètes.
- 5 août : Ramnulf II, comte de Poitiers de 878 à 890, duc d'Aquitaine de 888 à 890[1].

- Achot Ier d'Arménie, roi d'Arménie.
- Guthrum, chef viking actif en Angleterre.
- Indravarman Ier, roi de l'Empire khmer.
- Judicaël de Rennes, prince de Poher puis des Bretons.
- Muhammad, dernier gouverneur Tâhiride du Khorasan au service des califes abbassides.
- Ragnvald Eysteinsson, jarl de Møre, père de Rollon de Normandie.
- Sigurd Eysteinsson, premier Jarl ou  comte des Orcades, et le frère cadet du célèbre Ragnvald Eysteinsson.

date incertaine (vers 890)
- Thorstein le Rouge, roi viking d'Écosse.

## Crédit d'auteurs
- Cet article est partiellement ou en totalité issu de l'article intitulé « 890 » (voir la liste des auteurs).